# 愛知県道373号金野豊川線
愛知県道373号金野豊川線（あいちけんどう373ごう かねのとよかわせん）は、愛知県豊川市御津町金野から同市南大通4丁目に至る一般県道である。

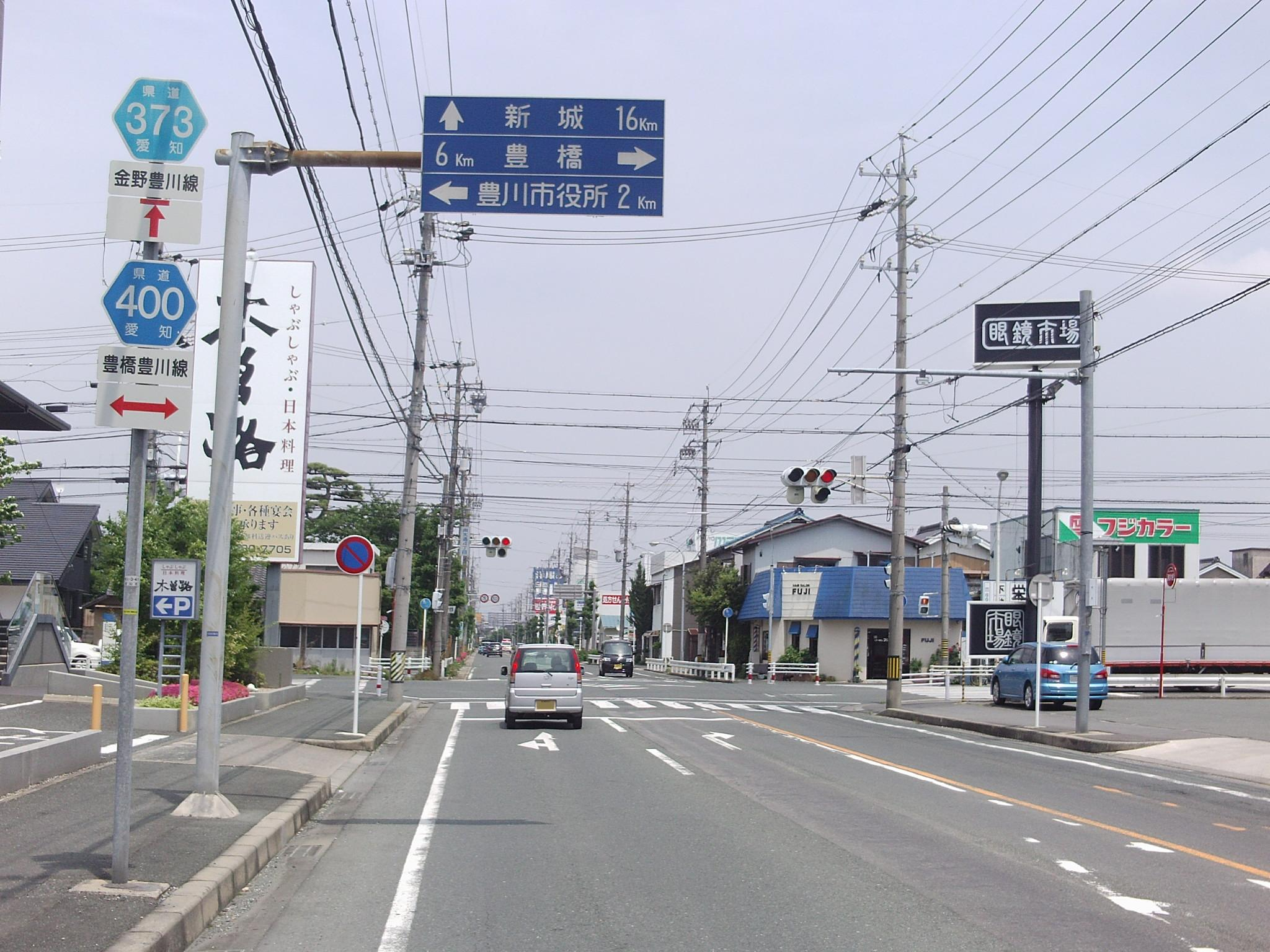
豊川市の幹線通りの一つ南大通に接続する場所で終点となる。

## 概要
起点は山の中の小さな集落にある。愛知県道368号豊川蒲郡線との交点がこの道路の起点だが、県道368号が未完成のため、信号のないY字交差点（旧・灰野集落の麓：豊川市コミュニティバス旧藤久保バス停前停留所が所在）が起点になっており、実質は県道368号の蒲郡方面と一体化している。
起点から豊川市中心部近くまでは田畑や民家の中を通る。為当町地内の音羽川を渡る前後は少し複雑な経路となっていて、幅員も最小1.4mと軽自動車でさえ通行困難な箇所があるほど狭い。次に国道23号豊橋バイパスの豊川為当ICのすぐ東側で県道31号と交差するが、同IC開通後は県道31号に中央分離帯が設置され直進・右折が不可能となり分断された。なお、終点から起点へ向かう場合の迂回路となる為当町新道交差点から北上する道路も県道373号に認定されている。また豊川為当ICのすぐ西で県道31号を潜る市道も迂回路となっている。迂回して県道31号交点から南進すると、愛知県道375号前芝国府停車場線とH字状に重複・交差しながら御津町上佐脇を過ぎる。佐奈川を渡って名鉄名古屋本線の踏切を過ぎると再び道幅が非常に狭くなるが、こちらは普通車でも徐行して通行可能である。一旦旧東海道に合流してから左折し、国道1号（小山交差点）から豊川市道との交点（篠束高見交差点）までは街路樹が並ぶ一直線の道が畑の真ん中を通っている。
市道を越えると豊川市の市街地に入り、南大通と呼ばれている愛知県道400号豊橋豊川線にぶつかって終点となる。ここから先へ直進すると豊川市道（千歳通）となる。

### 路線データ
- 起点：愛知県豊川市御津町金野
- 終点：愛知県豊川市南大通4丁目（南大通4丁目交差点）
- 延長：約9.5km
  - 別ルート：御津町広石枋ケ坪 - 為当町新道交差点 約0.4㎞

## 沿革
- 1959年12月15日：認定
  - 旧路線名称は金野牛久保線

## 通過する自治体
- 愛知県
  - 豊川市

## 交差・接続する道路
- 愛知県道368号豊川蒲郡線（豊川市御津町金野岩本：蒲郡方面のみ、旧灰野集落側は事実上車両通行止）
- 豊川市道御津金野藤ケ山青木線（豊川市御津町金野藤ケ山：県道368号旧灰野集落方面の実質代用路線）
- 愛知県道372号大塚国府線（372号別ルート：御津町広石後畠 - 御津あおば高校方面）
- 愛知県道372号大塚国府線（広石交差点）
- 豊川市道国府御津線（旧・愛知県道31号：為当町交差点）

この間幅員狭小（最小1.4m）、一部一方通行
- 豊川市道為当場正免仲上線（為当町仲上：県道31号をアンダークロスする迂回路、高さ制限3.0m）
- 愛知県道31号東三河環状線（為当町蓮前交差点：2012年信号機撤去、通り抜け不可能）
- 愛知県道31号東三河環状線（為当町新道交差点：373号別ルート）
- 愛知県道375号前芝国府停車場線（豊川市御津町上佐脇中区・上佐脇屋敷間で重複）
- 豊川市道御津豊川線（豊川市伊奈町佐脇原地内：小田渕町 - 桜町 - 蔵子方面）

この間一部幅員狭小（2.0m～2.6m）、離合困難
- 愛知県道496号白鳥豊橋線（豊川市伊奈町南山新田・伊奈茶屋交差点間で重複）
- 国道1号（小山交差点：北西で斜めに交差するのは旧道）
- 豊川市道篠束野口線（篠束高見交差点）
- 豊川市道下長山線（新桜町通1丁目交差点）
- 愛知県道400号豊橋豊川線（南大通4丁目交差点：交差）
- 千歳通（同：直進、豊川市道中通線(その1)）

## 沿線
- 東三河ふるさと公園
- 御津川
- 愛知県立御津あおば高等学校
- 豊川市立御津北部小学校
- 御津保健センター（別ルート沿線）
- 御津体育館（同上）
- 御津文化会館（同上）
- タカラ自動車学校
- 音羽川（為当大橋）
- 豊川市立為当保育園
- 国道23号豊橋バイパス 豊川為当IC（県道31号経由）
- 白川（野川上橋）
- 小田渕駅
- 佐奈川（新川橋）
- ファミリーマート豊川宿町店
- 豊川信用金庫新桜支店
- マチニワとよかわ
- 木曽路豊川店